# Gerard Fagel
Gerard Anthonius Maria Fagel (13 juni 1946 – Bosch en Duin, 9 juni 1989) was een Nederlandse restaurateur, onder meer van het destijds van een Michelinster voorziene restaurant De Hoefslag. Samen met zijn broers was hij wegbereider van de groeiende bekendheid van Franse gerechten in Nederland. Hij werd gedood bij een inbraak in zijn appartement boven het restaurant.

## Gezin
Fagel stamde uit een familie van restaurateurs en chef-koks. Vader Antoine startte met moeder Greetje Fagel-Posthuma de Boer in 1936 een cafetaria in Apeldoorn en later diverse restaurants. Van Gerards acht broers waren er zeven actief in de horeca. Samen bestierden ze zo'n dertig restaurants die samen hebben bijgedragen aan de populariteit van de Franse keuken in Nederland. John Fagel was bijvoorbeeld eigenaar van Restaurant Tout Court in Amsterdam. Nico Fagel bezat onder meer het Larense La Provence en het Amsterdamse L'Entrecôte, waar broer Paul in de keuken stond. Martin Fagel runde Café de Paris in Utrecht. Broer Paul Fagel behaalde een Michelinster als chef-kok met restaurant Duurstede terwijl broer Ton Fagel er een kreeg als eigenaar van Klein Paardenburg. Broer Frans (François) Fagel was verbonden aan andere bekende restaurants. Fabian Fagel was docent aan een hotelschool terwijl Joop wijnadviseur was. Broer Wiro Fagel (doopnaam Dick) was niet actief in de horeca, maar was als pater-trappist onder andere abt van Abdij Maria Toevlucht bij Zundert.

## Restaurants
Een van de bekende restaurants van Gerard Fagel was Le Bistroquet, aan het Lange Voorhout in Den Haag, dat aan het eind van de jaren zestig de deuren opende. Het geldt als een van de eerste restaurants die een nieuwe stijl brachten; te weten: de bistro. Dit type restaurant combineerde een goede Franse keuken met een eenvoudige inrichting en relatief betaalbare maaltijden. Le Bistroquet haalde in 1977 het landelijke nieuws toen hier het eerste kabinet Van Agt-Wiegel werd gesmeed. Gerard Fagel kreeg grote bekendheid met 'De Hoefslag' in Bosch en Duin, dat hij midden jaren zeventig begon en enige tijd samen met zijn broer Martin Fagel heeft uitgebaat. Onder zijn leiding had het restaurant één Michelinster in de perioden 1979–1980 en 1987–1989 en twee sterren in de periode 1981–1986. Eind jaren tachtig werd het restaurant uitgebreid met hotelkamers.

## Moord
In de periode dat de verbouwingswerkzaamheden van De Hoefslag tot hotel nog gaande waren, werd Gerard Fagel in 1989 vermoord bij een inbraak. Enige tijd later heeft zijn broer het restaurant verkocht. De moord werd in 1991 opgelost toen twee verdachten werden gearresteerd. Deze bekenden dat zij de inbraak gepleegd hadden en in paniek Fagel hadden doodgeschoten.